# Lasserre-Pradère
Lasserre-Pradère község Franciaország Okcitánia régiójában, Haute-Garonne megyében. Új községként 2018. január 1-jén jött létre két korábbi község: Lasserre és Pradère-les-Bourguets egyesítésével. Lakosainak száma 1590 fő (2022. január 1.).

## Népesség
| Lakosok száma | 1021 | 1522 | 1522 | 1543 | 1622 | 1606 | 1590 |
|               | 2015 | 2017 | 2018 | 2019 | 2020 | 2021 | 2022 |